# Oreophryne streiffeleri
Oreophryne streiffeleri é uma espécie de anfíbio anuro da família Microhylidae. Está presente na Papua Nova Guiné. A UICN classificou-a como deficiente de dados.